# Bleek hoorntjeswier
Bleek hoorntjeswier (Ceramium pallidum) is een roodwier dat behoort tot de familie Ceramiaceae van de orde Ceramiales.

## Beschrijving
Bleek hoorntjeswier is een kleine draadvormige alg, bruinrood van kleur met regelmatig vertakte, delicate filamenten. De takken kunnen 12 cm lang worden en zijn bevestigd door meercellige rhizoïden. De structuur bestaat in principe uit een mono-siphonische as en rechtopstaande takken met sterk naar binnen gerolde toppen. De corticatie (schorscellen) is volledig; dit betekent dat het gehele thallus (plantvorm) bedekt is met schorscellen. De filamenten zijn regelmatig vertakt, met een interval van meestal 5-7 segmenten. Dit geeft de plant een gebandeerd uiterlijk.

## Verspreiding
Bleek hoorntjeswier komt voor langs kusten van Groot-Brittannië, Ierland, Noorwegen, Nederland, Frankrijk, Portugal, Spanje (inclusief de Canarische Eilanden) en Marokko.